# Lionel Jeffries
Lionel Charles Jeffries (Forest Hill, Londres, Anglaterra 10 de juny de 1926 – Poole, Anglaterra, 19 de febrer de 2010) va ser un actor, director de cinema i guionista britànic.

## Biografia
Va anar a la Queen Elizabeth Grammar School, a Wimborne (Dorset). Durant la Segona Guerra Mundial va ser reclutat i va ser condecorat amb l'honor militar Burma Star. Després de la guerra, va seguir les classes d'actuació a la RADA i, durant dos anys, va actuar al David Garrick Theatre de Lichfield i va aparèixer en algunes de les primeres obres de la televisió britànica.
Jeffries va passar a la pantalla gran al començament dels anys cinquanta i va esdevenir una cara coneguda al cinema britànic, exercint papers còmics majoritàriament amb èxit, en què va explotar la seva calvície prematura per crear personatges sovint més grans del que realment era. Va interpretar el paper del pare de l'inventor Caractacus Potts (interpretat per Dick Van Dyke) en la pel·lícula  Chitty Chitty Bang Bang  (1968), tot i ser sis mesos més jove que Van Dyke. La seva carrera com a actor va aconseguir el seu punt màxim als anys seixanta, amb pel·lícules com  La misteriosa dama de negre  (1962),  First Men in the Moon  (1964) i  Camelot  (1967)..
En els anys setanta es va dedicar a l'escriptura i la direcció de pel·lícules infantils, incloent la versió de 1970 de  The Railway Children , i les interpretacions a la pantalla petita. Va pertànyer a la British Catholic Stage Guild dirigida per l'actriu Patricia Hayes.
Va morir el 2010 a l'edat de 83 anys.

## Filmografia
Les seves pel·lícules més destacades són:

### Actor

#### Cinema
- 1953: Will Any Gentleman?: M. Frobisher
- 1954: The Black Rider: Martin Bremner
- 1955: Windfall: Arthur Lee
- 1955: The Colditz Story: Harry Tyler
- 1955: L'experiment del Dr. Quatermass (The Quatermass Xperiment): Blake (Ministre de la defensa)
- 1955: No Smoking: George Pogson
- 1955: All for Mary: el maitre d'hotel
- 1956: Up in the World: Wilson
- 1956: Eyewitness
- 1956: Jumping for Joy: Bert Benton
- 1956: Bhowani Junction: Tinent Graham McDaniel
- 1956: The Baby and the Battleship: George
- 1956: Van Gogh, la passió de viure (Lust for Life): Doctor Peyron
- 1956:  High Terrace: Monkton
- 1957:  The Vicious Circle: Geoffrey Windsor
- 1957: Hour of Decision: Albert Mayne
- 1957: The Man in the Sky: Keith
- 1957: Blue Murder at St. Trinian's: Joe Mangan
- 1957: Metge a la vista (Doctor at Large): Dr.. Hackett
- 1957: Barnacle Bill: Garrod
- 1958: Further Up the Creek: Steady Barker
- 1958: Behind the Mask: Walter Froy
- 1958: Life Is a Circus: Genie
- 1958: Girls at Sea: Harry, el turista
- 1958: Dunkirk: El coronel
- 1958: The Revenge of Frankenstein: Fritz
- 1958: Law and Disorder: Major Proudfoot
- 1958: Orders to Kill: L'interrogeur
- 1958: Up the Creek: Steady Barker
- 1958: Nowhere to Go: Pet Shop Clerk
- 1959: Please Turn Over: Ian Howard
- 1959: Idle on Parade: Bertie
- 1959: Història d'una monja (The Nun's Story): Dr.. Goovaerts, El metge
- 1960: Bobbikins: Gregory Mason
- 1960: The Rough and the Smooth: Marsh
- 1960: The Trials of Oscar Wilde: John Sholto Douglas, Marqués de Queensberry
- 1960: Tarzan the Magnificent: Ames
- 1960: Jazz Boat: Sergent Thompson
- 1960:  Two Way Stretch: Cap P.O. Crout
- 1961: Fanny: Monsieur Brun
- 1961: Els Hellions (The Hellions): Luke Billings
- 1962: La misteriosa dama de negre (The Notorious Landlady): Inspector Oliphant
- 1962: Mrs. Gibbons' Boys: Lester Gibbons
- 1962: Operation Snatch: Evans
- 1962: Kill or Cure: Detectiu Insp. Hook
- 1963: Els invasors (The Long Ships): Aziz
- 1963: The Scarlet Blade: Coronel Judd
- 1963: The Wrong Arm of the Law: Insp. Parker
- 1963:  Call Me Bwana: Dr.. Ezra Mungo
- 1964: The Truth About Spring: Cark
- 1964: Murder Ahoy: Capità Rhumstone
- 1964: First Men in the Moon: Joseph Cavor
- 1965: You Must Be Joking!: Sergent Major McGregor
- 1965: The Secret of My Success: Insp. Hobart / Baron von Lukenberg / The Earl of Aldershot / President Esteda
- 1966: The Spy with a Cold Nose: Stanley Farquhar
- 1966: Drop Dead Darling: Parker
- 1967: Oh Dad, Poor Dad, Mama's Hung You in the Closet and I'm Feeling So Sad: El comandant de l'aéroport
- 1967: Rocket to the Moon: Sir Charles Dillworthy
- 1967: Camelot: King Pellinore
- 1968: Chitty Chitty Bang Bang: avi Potts
- 1969: Twinky: Solicitor
- 1969: Una su 13 de Nicolas Gessner i Luciano Lucignani: Randomhouse
- 1970:  Eyewitness: Coronel
- 1971: Qui va matar la tieta Roo? (Whoever Slew Auntie Roo?): Inspector Willoughby
- 1974:  What Changed Charley Farthing?: Houlihan
- 1975: Royal Flash: Kraftstein
- 1977: Wombling Free (Veu)
- 1979: The Prisoner of Zenda: General Sapt
- 1982: Ménage à trois (Better Late Than Never): Bertie Hargreaves
- 1988: Abel's Island (Video): Gower (Veu)
- 1988: A Chorus of Disapproval: Jarvis Huntley-Pike
- 1988: Danny, campió del món (Roald Dahl's Danny, The Champion of the World) de Gavin Millar: M. Snoddy

#### Televisió
- 1955: London Playhouse (Sèrie TV): Allan
- 1956 - 1957: Assignment Foreign Legion (Sèrie TV): El comandant/ Sergent Boule
- 1958: Tales from Dickens (Sèrie TV): Un home
- 1958: Dick and the Duchess (Sèrie TV): Oncle George
- 1960: The Four Just Men (Sèrie TV): Arkwright
- 1964: Room at the Bottom} (Sèrie TV): Nesbitt Gunn
- 1976: Fred Bassett (Sèrie TV): Fred Basset (Veu)
- 1980:  Cream in My Coffee (Telefilm): Bernardn Wilsher
- 1981: Shillingbury Tales (Sèrie TV): Major Langton
- 1982: Father Charlie (Sèrie TV): pare Charlie
- 1983: Tom, Dick and Harriet (Sèrie TV): Thomas Maddison
- 1983: All for Love (Sèrie TV): Arthur
- 1984: Minder (Sèrie TV): Cecil Caine
- 1984 i 1986: The Comic Strip Presents… (Sèrie TV): el barman / El taxista
- 1986: The Collectors (Sèrie TV)
- 1989: First and Last (Telefilm): Laurence
- 1989: Ending Up (Telefilm): Shorty
- 1990: Jekyll & Hyde (Telefilm): El pare du Dr.. Jekyll
- 1990: Inspector Morse (Sèrie TV): Charles Radford
- 1991: Rich Tea and Sympathy (Sèrie TV): avi Rudge
- 1992: The Mixer (Sèrie TV): Charles Ryder
- 1992: Casualty (Sèrie TV): Bill Tongue
- 1992: Look at It This Way (Fulletó TV): Bernie Koppel
- 1993: Woof! (Sèrie TV): avi
- 1995: Performance (Sèrie TV): el capità
- 1998: Heaven on Earth (Telefilm): Isaac Muller
- 1999: Holby City (Sèrie TV): Harry
- 2001: Lexx (Sèrie TV): pare Borscht

### Director
- 1970: The Railway Children
- 1972: Petit conte de fantasmes (The Amazing Mr. Blunden)
- 1973: Baxter!
- 1977: Wombling Free
- 1978: The Water Babies)

### Guionista
- 1970: The Railway Children
- 1972: The Amazing Mr. Blunden
- 1977: Wombling Free

## Premis i nominacions

### Nominacions
- 1967: Globus d'Or al millor actor musical o còmic per The Spy with a Cold Nose
- 1970: Grammy al millor enregistrament infantil per Chitty Chitty Bang Bang